# Yamaha FJR 1300
Die FJR 1300 ist ein Motorrad des japanischen Motorradherstellers Yamaha.
Der Sporttourer wurde 2001 vorgestellt und begründete mit einer Nennleistung von anfangs 105,5 kW (143,4 PS) und einem Drehmoment von 134,4 Nm bei 7000 min−1 das neue Segment der Leistungstourer innerhalb der Klasse der Tourer. Noch immer strittig unter Fachleuten und Fans ist die Zuordnung zu den Sporttourern (hohe Motorleistung) oder den klassischen Tourern (eher mäßige Schräglagenfreiheit).
Die FJR 1300 ist seit ihrem Erscheinen siebenfacher (Serien)-Sieger bei der Leserwahl „Motorrad des Jahres“ der Zeitschrift Motorrad, im Jahr 2008 gewann sie zum ersten Mal nicht. Die Verkaufsbezeichnung FJR steht für die englische Bezeichnung Fast Journey and Ride.
Ähnliche Modelle sind Kawasaki 1400 GTR, BMW K 1600 GT, Triumph Trophy, Moto Guzzi Norge GT 8V.

## Modellpflege

### RP04
Die Ur-FJR, manchmal inoffiziell als 'Classic' bezeichnet, hatte den Werkscode RP04.
- 2001: FJR 1300 (RP 04) Farben: SilverMetallic (SM1), DeepPurplishBlueMetallicC (DPBMC), Black2 (BL2)
- 2002: FJR 1300 (RP 04) Farben: SilverMetallic (SM1), DeepPurplishBlueMetallicC (DPBMC), DullRedMetallicD (DRMD)

Weltweit war sie nur ohne Antiblockiersystem (ABS) erhältlich, daher hatte sie kleinere Bremsscheibendurchmesser (v: 2× 298 mm, h: 1× 282 mm) und mit 268 kg fahrfertig das geringste Gewicht. Optisch sind die RP04, abgesehen von der Farbe, durch von der Verkleidung abgesetzte vordere Blinker und eine flacher angestellte Windschutzscheibe erkennbar.

### RP08
Ab 2003 wurden FJR 1300 in Deutschland nur noch mit Antiblockiersystem (ABS) ausgeliefert (Kürzel 'A' bei RP 08 und '/A' bei RP 11).
- 2003: FJR 1300 A (RP 08) Farben: SilverStorm (BS4), GalaxyBlue (DPBML), TechnoJade (BNM3)

Gegenüber der RP04 steigt das Gewicht auf Grund der ABS-Komponenten um ca. 14 kg, die Bremsscheibendurchmesser vergrößern sich vorne auf 320 mm. Durch leicht geänderte Federelemente erhöht sich die Schräglagenfreiheit moderat, der Windschutz wird durch eine etwas vergrößerte und steiler angestellte Windschutzscheibe verbessert. In der linken Innenverkleidung findet ein 1-Liter-Staufach Platz, die vorderen Blinker sind jetzt in die Verkleidung integriert. Die Erreichbarkeit der Leuchtweitenregulierung wird leicht verbessert. Die Diebstahlsicherheit wird durch ein serienmäßiges Wegfahrsperrensystem erhöht.

### RP11
Ab dem Modelljahr 2004 gehörten die Seitenkoffer zur Serienausstattung und eine neue Benzinpumpe wurde verbaut.
- 2004: FJR 1300/A (RP 11) Farben: SilverStorm (BS4), GalaxyBlue (DPBML), TechnoJade (BNM3)
- 2005: FJR 1300/A (RP 11) Farben: SilverStorm (BS4), GalaxyBlue (DPBML), Metallic Silver (SM1)

### RP13
Bild zeigt das Modell RP13

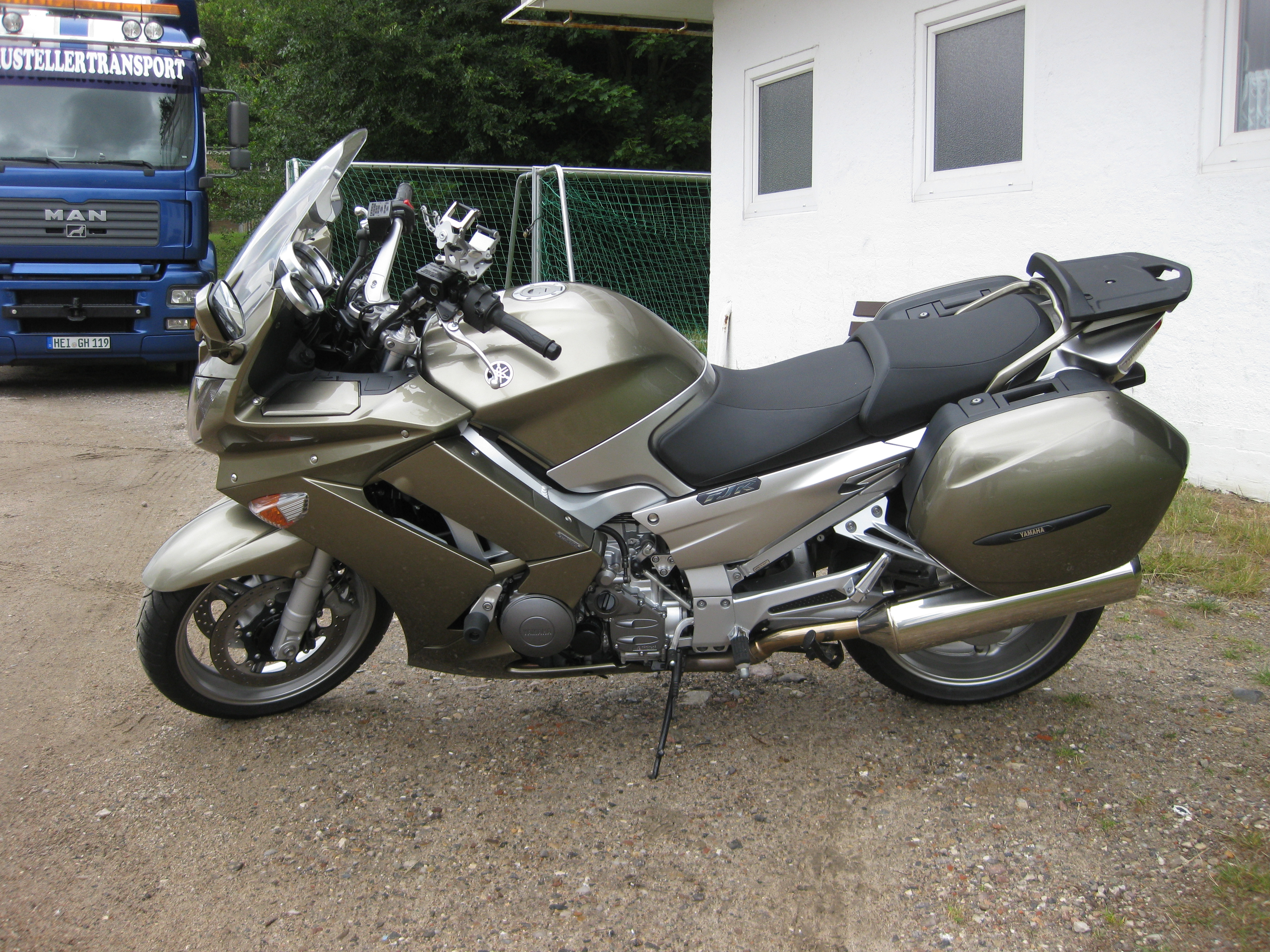
FJR RP 11 mit Seitenkoffer

Ab 2006 (Modell RP13) gibt es zusätzlich eine AS-Version (Automatic Shift): Das YAMAHA Chip Controlled-Shift System (YCC-S), ein halbautomatisiertes Schaltgetriebe mit automatischem Kupplungssystem, hat elektronisch gesteuerte Bedienelemente für Kupplungsbetätigung und Gangwechsel.
- 2006: FJR 1300 A/AS (RP 13) Farben: SilverStorm (BS4), Ocean Depth (DPBMU), Desert Metallic (YNM9)
- 2007: FJR 1300 A/AS (RP 13) Farben: SilverStorm (BS4), Ocean Depth (DPBMU), RedSky (DNRM3)

Im Modelljahr 2006 waren die Heizgriffe Serienausstattung beim AS-Modell, ab 2007 bei beiden Modellen.
Die Optik der Maschine wird durch Weglassen zweier Stege in der Verkleidung leicht verändert, der Radstand durch Verlängerung der Hinterradschwinge von 1515 mm auf 1550 mm vergrößert. Es kommt serienmäßig ein Verbundbremssystem zum Einsatz, das bei Betätigung der Hinterradbremse zusätzlich auf zwei der vier Kolben der vorderen rechten Bremsscheibe wirkt. Der Fahrersitz lässt sich nach oben höhenverstellen, die Verkleidung zur Abführung der Motorabwärme in zwei Positionen arretieren. Der Lenker ist jetzt höhenverstellbar, der Einstellbereich der Windschutzscheibe wird vergrößert. Das Cockpit erfährt eine komplette Neugestaltung.
- 2008: FJR 1300 A/AS (RP13A) Farben: Silver Tech (S3), Graphite (DNMG), Midnight Black (SMK)

Ab Modelljahr 2008 wird ein neues dreistufiges Antiblockiersystem mit Magnetventilsystem verbaut.
- 2009: FJR 1300 A (RP 13 A) Farben: Sunset Silver (LYNM9), Smokey Grey (DNMA), Midnight Black (SMK)
- 2009: FJR 1300 AS (RP 13 A) Farben: Silver Tech (S3), Graphite (DNMG), Midnight Black (SMK)

Im Jahr 2009 werden von Yamaha in Deutschland nur die „A“-Modelle in der 2009er-Ausführung verkauft, bei der „AS“ werden die Lagerbestände des Jahres 2008 aufgelöst. Daher gibt es die „AS“ nur in den Farben und der Technik des Vorjahres. Die für die 2009er-AS erfolgte Verbesserung des YCC-S-Systems kommt den Käufern in Deutschland somit nicht zugute.
- 2010: FJR 1300 A (RP 13 A) Farben: Sunset Silver (LYNM9), Smokey Grey (DNMA), Midnight Black (SMK)
- 2010: FJR 1300 AS (RP 13 A) Farben: Silver Tech (S3), Graphite (DNMG), Midnight Black (SMK)

Im Jahr 2010 gibt es keine Neuerungen gegenüber dem Vorjahr.
- 2011: FJR 1300 A (RP 13 A) Farben: Silver Tech (S3), Midnight Black (SMK)

Im Jahr 2011 gibt es keinerlei Neuerungen gegenüber dem Vorjahr. Die AS wird nicht mehr angeboten.
- 2012: FJR 1300 A (RP 13 A) Farben: Silver Tech (S3), Midnight Black (SMK)

Im Jahr 2012 gibt es keinerlei Neuerungen gegenüber den Vorjahren.

### RP23
- 2013: FJR 1300 A (RP 23) Farben: Magnetic Bronze (VDOM1), Midnight Black (SMK), Frosted Blade (YNM5)
- 2013: FJR 1300 AS (RP 23) Farben: Magnetic Bronze (VDOM1), Midnight Black (SMK)

Für das Modelljahr 2013 ist die FJR überarbeitet worden, die AS ist wieder im Programm. Neu bei beiden Modellen sind:
- elektronische Drosselklappensteuerung (engl. Yamaha Chip Controlled Throttle, YCC-T)
- Traktionskontrolle (TCS), abschaltbar
- Tempomat
- Yamaha D-Mode-System (zwei Fahrmodi: Sport und Touring)
- überarbeitete Gabel (mit progressiven Federn und strafferer Dämpfung)
- überarbeitetes Federbein (mit höherer Federrate und strafferer Dämpfung)
- Cockpit und Bedienkonzept
- aerodynamisch optimierte Verkleidung
- zusätzliche 3 PS durch optimierte Katalysatoren.

Die ab Frühjahr 2013 lieferbare AS erhält zusätzlich zur verbesserten Schaltautomatik (YCC-S) eine Upside-down-Telegabel und 84-fach elektronisch verstellbare Federelemente.
Seit Herbst 2013 ist die FJR 1300 als AE Modell verfügbar. Sie verfügt zusätzlich zur Basisversion über elektronisch verstellbare Federelemente und eine Upside-Down-Gabel.

### RP28

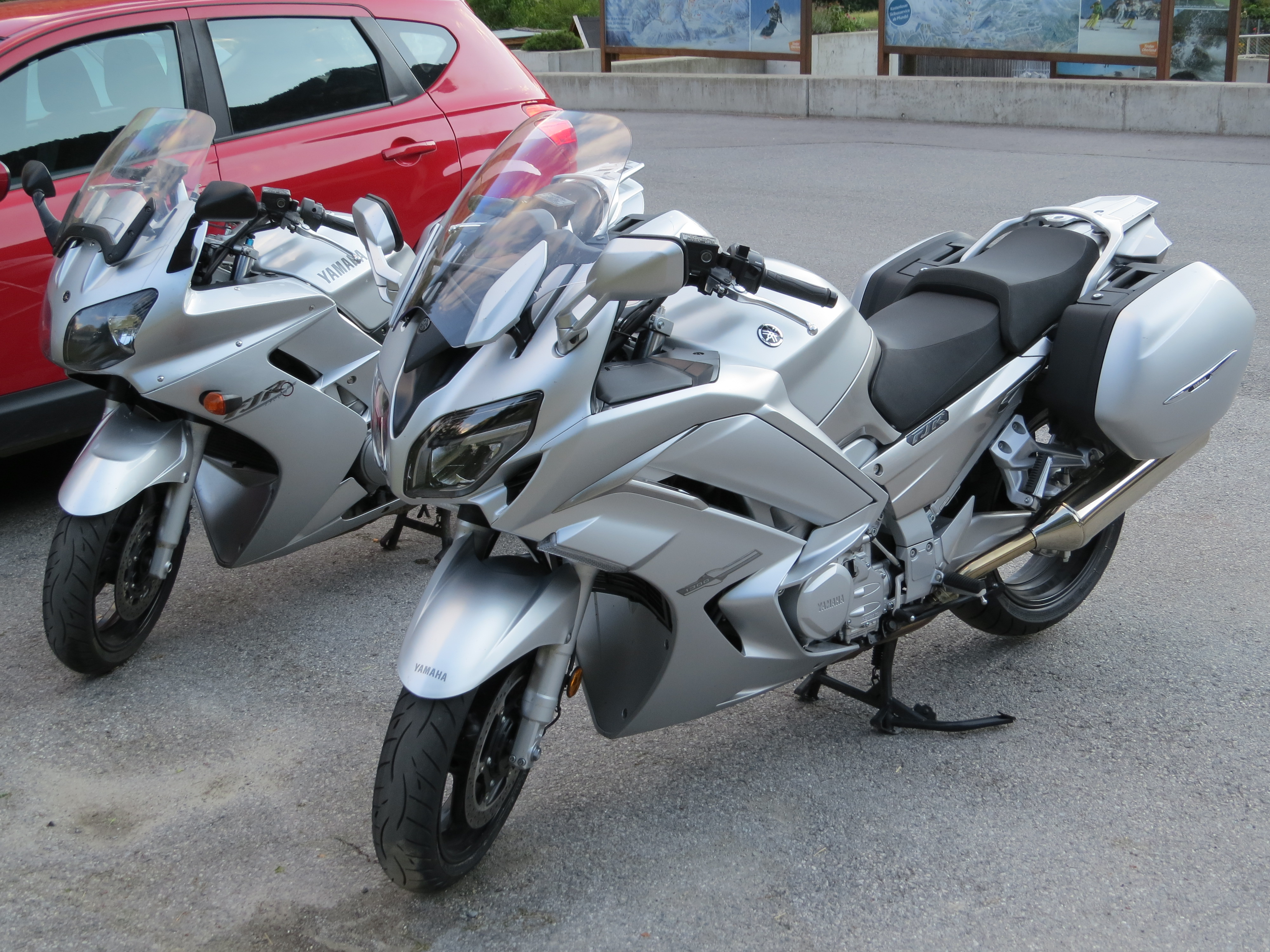
Die älteste und die neueste Version der Yamaha FJR 1300 in Pfunds, Tirol, Österreich (2018)

- 2016: FJR 1300 A (RP 28) Farben: Tech Graphit, Matt Silver
- 2016: FJR 1300 AS (RP 28) Farben: Tech Graphit, Matt Silver
- 2016: FJR 1300 AE (RP 28) Farben: Tech Graphit, Matt Silver

Für das Modelljahr 2016 ist die FJR erneut überarbeitet worden. Zu den Topmodellen zählen die AS und die AE, letztere mit einem elektronischen Fahrwerk.
Neu bei allen Modellen ist:
- Sechsganggetriebe (bisher fünf)
- Umstellung auf LED-Licht
- Anti-Hopping-Kupplung

Bei den Topmodellen AS und AE ist neben dem LED-Frontscheinwerfer ein adaptives Kurvenlicht in die Leuchten integriert.

### RP28 „Ultimate Edition“
Ende 2019 wurde, nach fast 20 Jahren FJR-Geschichte und über 120.000 verkauften Einheiten, eine ganz besondere limitierte Edition auf den Markt gebracht. Der Grund war die bevorstehende Umstellung der Abgasnorm auf Euro 5.
- 2020 FJR 1300 AE Ultimate Edition (RP28) Farbe: Midnight Black (Black Metallic x – SMX) und Nebura Gold (NG)
- 2020 FJR 1300 AS Ultimate Edition (RP28) Farbe: Midnight Black (Black Metallic x – SMX) und Nebura Gold (NG)

Als sichtbares Zeichen der limitierten Edition ist auf dem Tank eine Plakette mit der Seriennummer angebracht. Als besondere Extras gibt es gegenüber der "normalen" RP28 eine Upside-Down Gabel, goldene  Felgen mit FJR-Logo sowie zahlreiche, in schwarz gehaltene Anbauteile. Zudem hat sie eine höhere, elektrisch verstellbare Verkleidungsscheibe sowie zusätzliche Deflektoren. Einstellmöglichkeiten an Lenker und schwarzer Sitzbank mit goldenen Kontrastnähten und eingesticktem FJR-Logo sollen der Ergonomie dienen. Mit an Bord sind Hartschalenkoffer mit einem speziellen Finish, Heizgriffe und eine 12-V-Steckdose.
In den USA ist die FJR 1300 weiterhin erhältlich (Stand 2024).